# Barra da Tijuca (região administrativa)
Barra de Tijuca é uma região administrativa situada entre o oceano Atlântico e os maciços da Pedra Branca e da Tijuca, na Zona Oeste do município do Rio de Janeiro, capital do estado homônimo. É formada em grande parte por ilhas barreiras separadas do continente por um extenso complexo lagunar. Apesar de pouco usual, os nascidos ou os que vivem na Barra da Tijuca são chamados de barristas.
É formada por oito bairros: Barra da Tijuca, Recreio dos Bandeirantes, Vargem Pequena, Vargem Grande, Camorim, Grumari, Joá e Itanhangá, além de dezenas de sub-bairros, abrangendo uma população de aproximadamente 650 mil pessoas. Sua área total é de 165,59 quilômetros quadrados, equivalente ao tamanho da região urbana de Tel Aviv, em Israel, ou da cidade de Miami, na Flórida. Possui, ao todo, 27,3 quilômetros de praias oceânicas, sendo as maiores a praia da Barra de Tijuca e a praia da Reserva, ambas localizadas no bairro da Barra de Tijuca. A região possui ainda três grandes lagoas, sendo a de maior extensão a Lagoa de Marapendi.
A região é cortada por três vias principais: a Avenida das Américas (principal via da região, que corta os bairros da Barra e do Recreio e possui cerca de 21 quilômetros), a Avenida Ayrton Senna (que liga a Barra a Jacarepaguá e à Linha Amarela), e a Avenida Lúcio Costa, antiga Avenida Sernambetiba (ao longo do litoral). Faz limite com o bairro de Jacarepaguá ao norte, com o maciço da Pedra Branca a oeste, com o maciço da Tijuca a leste, e com o Oceano Atlântico ao sul. O bairro da Barra de Tijuca é o centro cultural, econômico e administrativo da região.
A Barra, como é conhecida popularmente, é uma região relativamente nova. Os dados demográficos indicam que a região foi a que mais cresceu no município na década de 1990: cerca de 44%. A Barra de Tijuca foi a grande sede dos Jogos Olímpicos de Verão de 2016 e dos Jogos Paralímpicos de Verão de 2016, recebendo dezesseis modalidades olímpicas (basquete, ciclismo de pista, ginástica artística, ginástica de trampolim, ginástica rítmica, handebol, judô, luta greco-romana, luta Livre, nado sincronizado, natação, polo aquático, saltos ornamentais, taekwondo, esgrima e tênis) e nove paralímpicas (basquete em cadeira de rodas, bocha, ciclismo, futebol de 5, goalball, judô, natação, rúgby em cadeira de rodas e tênis em cadeira de rodas) em uma área de 1,18 milhões de metros quadrados, além de ser o local da Vila Olímpica do Rio de Janeiro 2016. Após os Jogos, o Parque Olímpico do Rio de Janeiro será transformado em um amplo complexo esportivo e educacional destinado a estudantes da rede municipal e atletas de alto rendimento.

## História
A região da Barra era originalmente um imenso areal, assentada sobre uma ilha barreira, com vegetação rasteira típica de restinga. A área, cheia de alagadiços e imprópria para o plantio, permaneceu desocupada até meados do século XX, sendo frequentada apenas por pescadores.
No ano de 1667, a região foi doada a religiosos beneditinos, que implantaram engenhos apenas nos bairros de Camorim, Vargem Pequena e Vargem Grande.
Em 1900, as terras da Baixada de Jacarepaguá foram vendidas para a Empresa Saneadora Territorial e Agrícola S.A. (ESTA), ainda hoje grande proprietária de terras na área. A concentração de grandes extensões de terras em mãos de poucos foi uma das causas do crescimento tardio, além da dificuldade de acesso à região, por estar separada do restante do município por grandes cadeias montanhosas, com picos que variam de 800 a 1 200 metros.
A ocupação efetiva da região deu-se inicialmente pelas suas extremidades, tanto no atual Jardim Oceânico quanto no Recreio dos Bandeirantes, que possuem as mesmas regras urbanísticas e limites de construção, diferenciados de todo o restante da região. Para atender aos novos loteamentos do Jardim Oceânico, foi construída, pela iniciativa privada, a Ponte Nova sobre a lagoa da Tijuca.
O grande marco do início do desenvolvimento da Barra, no entanto, se deu na administração do governador do estado da Guanabara Negrão de Lima, que encomendou, ao urbanista Lúcio Costa, um projeto urbanístico para a região. O Plano Piloto da Barra da Tijuca de 1969, similar ao Plano Piloto de Brasília, de inspiração no urbanismo racionalista, com grandes avenidas e grandes espaços abertos, marcou definitivamente o início do estilo de vida peculiar da Barra.
Na década de 1970, foi construída a Autoestrada Lagoa-Barra (incluindo o Túnel Acústico), que possibilitou um maior desenvolvimento, diminuindo o tempo de transporte para a zona sul da cidade do Rio. Por essa mesma época, consolidaram-se grandes condomínios fechados, inspirados num então novo modelo de vida, com destaque para o Nova Ipanema e o Novo Leblon.
Na década de 1990, outro grande marco urbanístico que possibilitou melhor ligação com a Zona Norte da cidade do Rio foi a criação da Linha Amarela, via expressa que liga a Barra da Tijuca à Ilha do Fundão. A partir de então, o crescimento da Barra tem se caracterizado por grande afluência de pessoas de todas as partes da Região Metropolitana do Rio de Janeiro.

### Projeto de emancipação
Durante os anos 1980, a Barra da Tijuca viveu uma explosão demográfica, com praticamente todos os terrenos ao longo das suas avenidas ocupados por grandes condomínios residenciais, parques, supermercados, shopping centers, escolas, hospitais. As avenidas foram duplicadas e receberam sinalização. Nesta época, houve um movimento de emancipação da região da Barra da Tijuca, tendo a maioria dos eleitores votado pela separação da Barra, mas o resultado do plebiscito não foi suficiente para implementá-la devido ao quórum de votantes ter ficado aquém do mínimo exigido.
Há um projeto de lei em andamento na Assembleia Legislativa do Estado do Rio de Janeiro em que se prevê a formação de um novo município formado por todos os bairros da região da Barra da Tijuca. O projeto, porém, depende da aprovação do projeto de lei em tramitação no Congresso Federal, PEC 13/03, que transfere, aos estados, a competência para legislar sobre a matéria, como era até 1996.

## Geografia

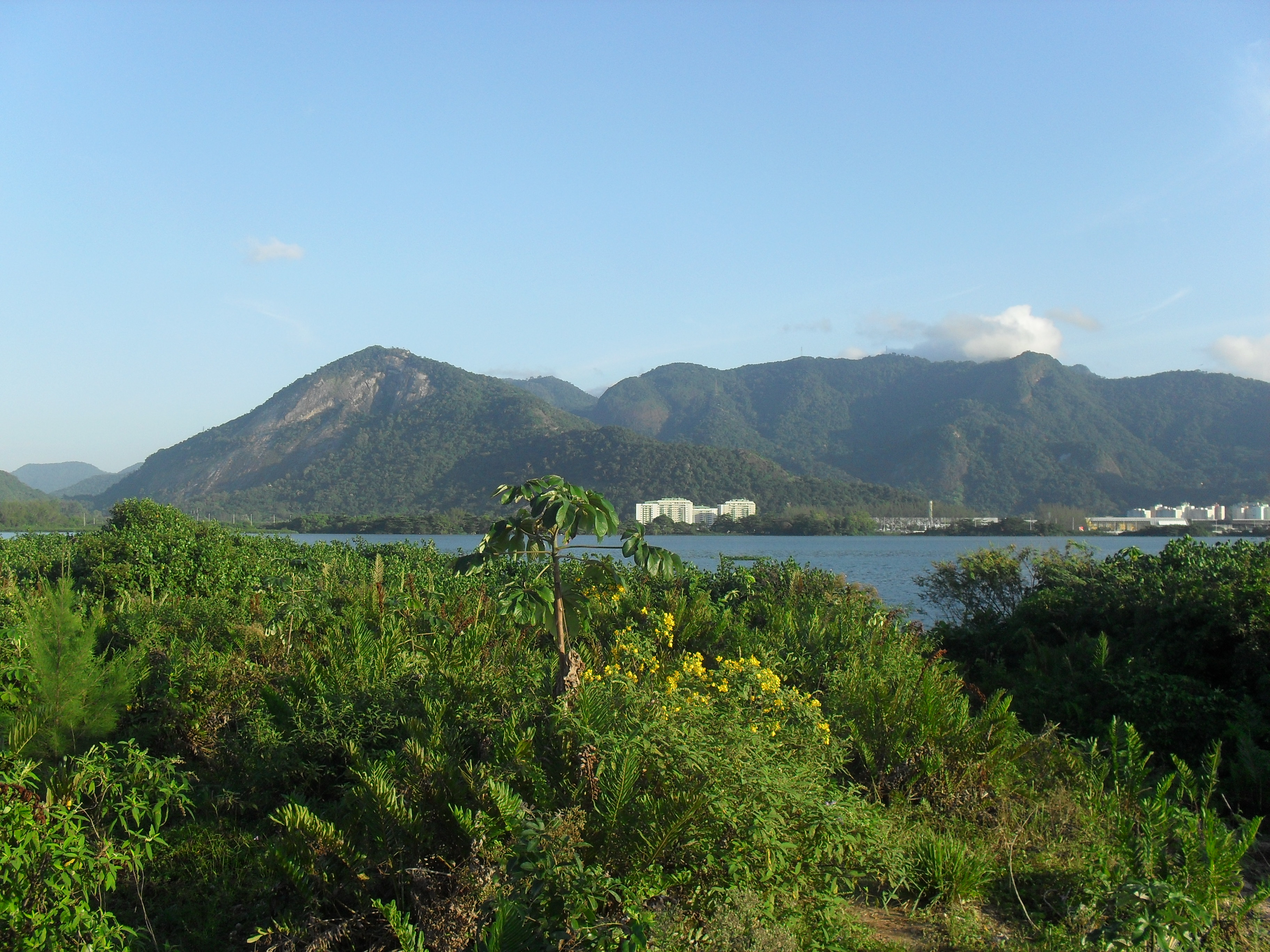
Lagoa da Barra e montanhas da Pedra Branca.

A Barra ocupa o centro geográfico da porção de terra entre as baías da Guanabara e de Sepetiba, localizada numa larga planície comprimida entre montanhas, morros e lagoas, com o Oceano Atlântico ao sul. As formações montanhosas da Serra do Mar, rebordo do Planalto Atlântico, ergue-se ao redor da região,com suas ramificações encontrando-se com o mar, e divide a Barra do restante do município do Rio, e as lagoas da Tijuca e de Jacarepaguá separam o bairro da Barra da Tijuca do restante da região de Jacarepaguá.
Na Barra da Tijuca, está situado o ponto culminante da cidade: o Pico da Pedra Branca, com 1 025 metros de altitude, que faz parte de um dos dois grandes maciços da região: o maciço da Pedra Branca, que a separa dos demais bairros da zona oeste da cidade do Rio, e o maciço da Tijuca, sobre o qual irrompem morros e picos de grande interesse turístico, como o Pico da Tijuca (1.022 m) e a formação geológica símbolo da Barra, a Pedra da Gávea, de (842 m).
Seu litoral atual tem 27,3 quilômetros de extensão, voltado ao Oceano Atlântico, e inclui pequenas ilhas. O litoral atlântico expressa alternâncias consideráveis, apresentando-se ora alto, quando em contato com as ramificações costeiras dos maciços da Pedra Branca e da Tijuca, ora baixo, trecho pelo qual se estendem as praias da Barra da Tijuca e do Recreio dos Bandeirantes, eminentemente praias urbanas.

## Economia
A Barra da Tijuca é uma das regiões economicamente mais expressivas da cidade do Rio de Janeiro, e uma das que mais crescem. Grandes empresas migraram para a Barra da Tijuca em decorrência do boom da construção civil e da oferta de espaços e novos empreendimentos empresariais.
Entre as grandes empresas que escolheram a região para instalar suas sedes ou filiais, encontram-se a Shell Brasil, a Esso Brasil, a Vale, a Vivo, a Michelin, a Nokia, a PwC a Tim e a Unimed, além de grandes empresas de comunicação, shoppings, agências de publicidade e muito mais.

## Demografia

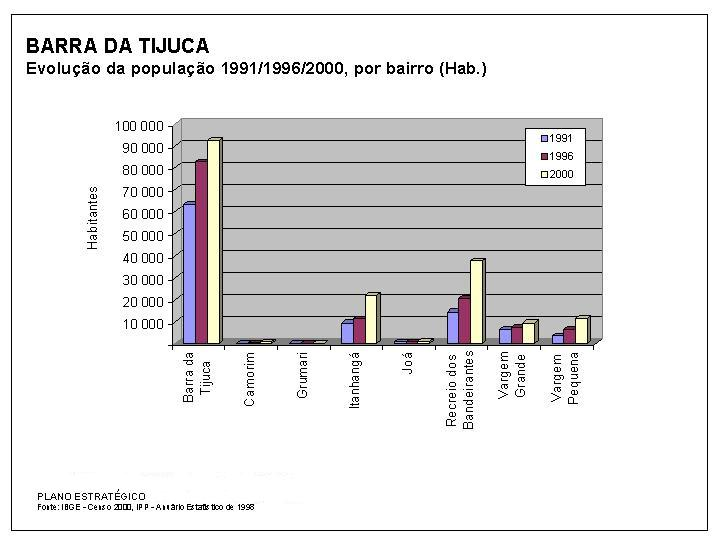
Crescimento por bairro.

O crescimento populacional da Barra mostra-se constante e acelerado, segundo os censos do Instituto Brasileiro de Geografia e Estatística: 43 945 habitantes em 1980, 98 851 habitantes em 1991, 174 353 em 2000, e 300 823 em 2010. Os números do Censo 2010 indicaram o acelerado crescimento pelo qual a região continuou a passar, concluindo que a região da Barra da Tijuca compreendia 300.823 habitantes em 2010. Entre os bairros da região que mais cresceram destacam-se o Recreio, o Camorim, Vargem Pequena e Itanhangá.
Considerando-se os dados das últimas três décadas, constata-se que a Barra da Tijuca é uma das regiões urbanas que mais cresceram na América do Sul. Em 1980, a população total da região era de 43 945 habitantes (Joá: 867 habitantes; Barra (bairro): 24 126 habitantes; Itanhangá: 5 028 habitantes; Camorim: 341 habitantes; Vargem Pequena: 3 456 habitantes; Vargem Grande: 4 765 habitantes; Recreio: 5 276 habitantes; Grumari: 86 habitantes).
Já em 1991, a população da Barra da Tijuca saltou para 98 851 habitantes segundo o Censo do Instituto Brasileiro de Geografia e Estatística, sendo 823 pessoas no Joá, 9 918 no Itanhangá, 63 492 no bairro da Barra, 145 no Camorim, 3 394 em Vargem Pequena, 6 558 em Vargem Grande, 14 344 no Recreio, e 117 em Grumari), mais que dobrando sua população em uma década.

## Política e administração

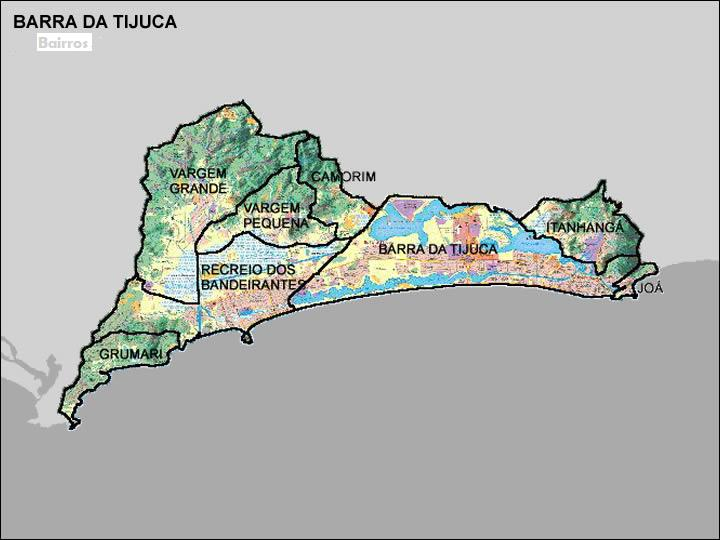
Mapa da XXIV Região Administrativa

A Barra da Tijuca forma a 24º Região Administrativa do Rio de Janeiro. Sua sede fica na Avenida Ayrton Senna, 2001, na Barra da Tijuca.
Tradicionalmente, possui o seu próprio órgão administrativo: a Subprefeitura da Barra. Porém, com a finalidade de corte de gastos na administração do prefeito Eduardo Paes, houve a determinação de união com a Subprefeitura de Jacarepaguá, formando, assim, a Subprefeitura da Barra e Jacarepaguá, continuando a ocupar a mesma sede no Centro Administrativo da Barra, na Avenida Ayrton Senna.

### Divisão

#### Joá
O Joá é o menor distrito da Barra da Tijuca, localizado na divisa da região com São Conrado, no braço do maciço da Tijuca que se encontra com o oceano Atlântico. É um distrito eminentemente residencial, e possui uma pequena praia conhecida como praia da Joatinga.

#### Barra da Tijuca
É o centro econômico, cultural e político da região. Sendo o maior bairro da região tanto em área quanto em população, se estende desde o Largo da Barra e canal da Joatinga até as avenidas Salvador Allende e Alfredo Baltazar da Silveira, e desde o oceano até as lagoas da Tijuca, do Camorim e de Jacarepaguá.
É formada por diversos "bairrinhos": Jardim Oceânico (maior que Ipanema), Barrinha, Península de Jacarepaguá (tamanho do Leblon), Riviera da Lagoa, além de diversas associações de moradores que fecham ruas públicas.
A Barra da Tijuca já teve 2 favelas: atrás do Barra Shopping e nos arredores do viaduto que liga a Avenida Armando Lombardi ao quilômetro zero da rodovia Rio-Santos (Avenida das Américas). A primeira foi extinta, enquanto a segunda ainda possui um pequeno trecho "escondido". A Barra teve, também, duas reservas naturais: o Bosque da Barra (ainda mantida) e outra que deu lugar aos shoppings Downtown e Città América.

#### Vargem Grande
Localiza-se no sopé do maciço da Pedra Branca, e é repleto de rios e canais que correm em direção às lagoas e ao mar.

#### Vargem Pequena
Vargem Pequena está localizado entre o Camorim e Vargem Grande. É conhecido por ser um centro gastronômico e uma das áreas que mais cresceram demograficamente na década de 2000.
O crescimento da região fez com que o comércio e serviços começassem a se consolidar. Atualmente, o Vargem Shopping, localizado em Vargem Pequena, com 147 lojas, é o grande ponto do comércio local.

#### Grumari
Em Grumari, se localizam as famosas praias de Grumari e Abricó, além de outras menores e menos conhecidas, como as praias do Perigoso, do Meio, Funda e do Inferno, acessíveis por trilha ou por mar. Sua área é reserva ambiental e utilizada para prática de surfe e nudismo.

#### Itanhangá
Localizado no sopé do maciço da Tijuca, o Itanhangá tem grande parte de sua área ocupada por um campo de golfe e grandes condomínios de casas residenciais.

#### Camorim
Situado entre o bairro da Barra e Vargem Pequena. Nele se localiza o Riocentro, importante centro de convenções da região. Também será construído o Parque Olímpico e a Vila Olímpica como parte da infraestrutura das Olimpíadas de 2016 no Rio de Janeiro.

#### Recreio dos Bandeirantes

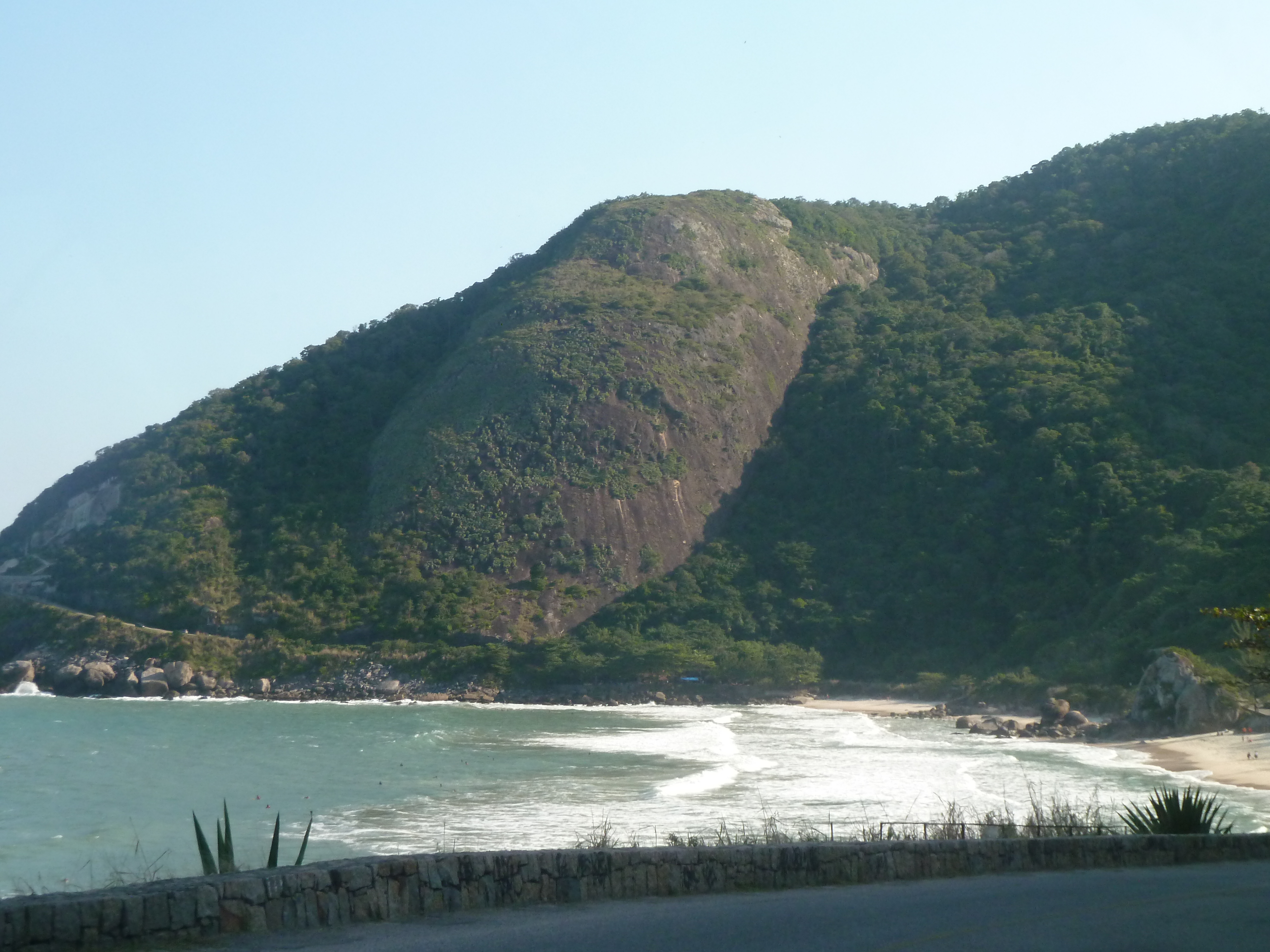
Vista da Prainha.

Um dos principais distritos da região da Barra, o Recreio situa-se entre o mar, a Barra da Tijuca, Vargem Grande / Vargem Pequena, e Grumari. Possui a segunda maior população da região e também várias opções comerciais, como o Recreio Shopping. Apresenta menor nível de verticalização que o bairro da Barra da Tijuca, e, movido pela proposta de ser um bairro ecológico e de elevada qualidade de vida, abriga em seu bastante arborizado interior o Parque Ecológico Chico Mendes, o Parque Marapendi, fora outras reservas, sendo também muito bem servido por praças arborizadas e inúmeras ciclovias.

## Educação e ciência
A região conta com diversos estabelecimentos de ensino fundamental, unidades pré-escolares, escolas de nível médio e algumas instituições de nível superior.
No segmento da Educação Infantil ao Ensino Médio, encontra-se o Colégio Mopi,  ”Uma escola inovadora que reflete a exuberância da Mata Atlântica e sua pedagogia criativa por meio da forma e dos materiais utilizados em seu projeto”. Assim, a revista americana Architectural Record, que, em 2016, completa 125 anos, descreve o projeto do MOPI Itanhangá. O site Design Boom, de Milão, com mais de quatro milhões de leitores, também reconheceu o MOPI como um dos dez projetos educacionais mais interessantes do mundo em 2015.
As instituições de ensino superior instaladas instaladas na região são; IBMEC, a Pontifícia Universidade Católica (com cursos de extensão universitária), a FGV (cursos de MBA), a Universidade Veiga de Almeida, a IBMR e a Universidade Estácio de Sá.

## Cultura, lazer e qualidade de vida

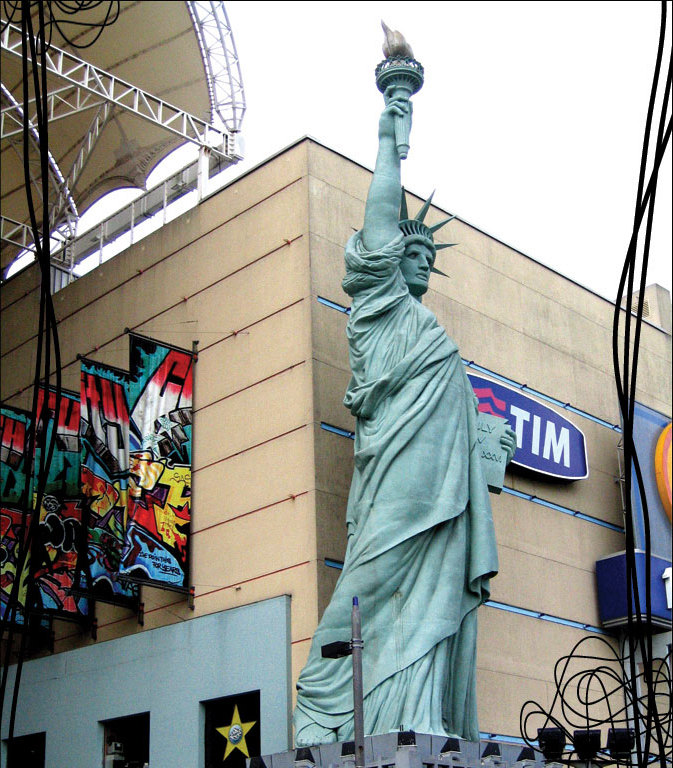
Fachada do New York City Center

Dentre as opções de cultura e lazer da região estão grandes shopping centers, salas de cinema multiplex, complexos esportivos, teatros, parques, trilhas naturais e as praias da região.

### Centros comerciais
A região da Barra da Tijuca possui inúmeros centros comerciais de grande, médio e pequeno porte. Grandes empresas nacionais e estrangeiras possuem sedes na região como Shell, Esso, Vale, Vivo, Michelin, Nokia, TIM, Unimed e Globosat.
Os principais centros comerciais são o Américas Corporate, o Barra Business Center, o Barra Prime Office, o Barra Space Center, o Alfa Business, o Advanced Office, o Bandeirantes Office, o Barra Tower Offices, o Barra Trade, o Blue Center, o Brookfield Place, o Corporate Executive Offices, o Dimension Office & Park, o Via Comfort Working e o Le Monde Londres Financial Center.
O Barra Shopping, o Città América e o Downtown possuem centros comerciais dentro deles.

### Shoppings
A região da Barra é famosa pelos seus diversos centros comerciais, que fazem parte do dia a dia das pessoas da região.
Quanto aos shoppings, o maior deles é o Barra Shopping, um dos maiores centros de compras da América do Sul, inaugurado em 1981. É considerado um dos 3 maiores shoppings da cidade do Rio de Janeiro, ao lado do Norte Shopping e do Shopping Rio Sul. Ao seu lado, foi criado o New York City Center, inaugurado em 1999, uma extensão do Barra Shopping mais voltada ao lazer, enquanto, ao outro lado, fica o Centro Empresarial Barra Shopping.
Outro shopping importante da Barra, considerados "de maior porte" no âmbito da cidade do Rio de Janeiro, é o Downtown, um shopping aberto dividido em diversos blocos, que concentra lazer noturno, salas comerciais, lojas tradicionais, etc.
A região da Barra conta ainda com inúmeros outros shoppings de grande e médio porte, como o Città America, o Barra Square, o Barra Garden, o Barra Point (ao qual se pode chegar de lancha, ancorando-a na parte de trás do shopping), o Américas Shopping, o Recreio Shopping, o Bayside Shopping, o Marapendi Shopping e também outros shoppings menores, alguns dos quais criados junto aos prédios e condomínios fechados, como o Millenium, o La Palmas, o Novo Leblon, o Barra Mall, o Open Mall, o America's Mall, o Comercial Parque Palace, o Aventura Center, o Esplanada da Barra, o Midtown, o Parque das Rosas, o Marapendi, o Station Mall, o Barra Plaza, o Barra Trade, o Barra Express, o Mall Number One, o Riomar e o Shopping Bandeirantes.
Há, também, shoppings especializados, como é o caso do InfoBarra (informática), do Barra Medical Center, do Casa Shopping e também shoppings temáticos como o Shopping Barra World, no Recreio dos Bandeirantes.
No segmento AAA, figuram o Rio Design Barra, o Casa Shopping e sobretudo o Village Mall, shopping que reúne enorme quantidade de grifes mundialmente famosas, como Luís Vuitton, Gucci, Apple Store, entre outras, sendo considerado o de padrão mais elevado no estado do Rio de Janeiro.
Muitos dos shoppings da região concentram grande quantidade de restaurantes de alto padrão em seus centros gastronômicos.

### Parque de diversões
A parque de diversões Terra Encantada foi projetado para ser um dos mais modernos parques de diversão da América Latina. Foi inaugurada no ano de 1998 após dois atrasos de abertura de portas. Hoje, encontra-se fechado por conta de um acidente ocorrido em uma de suas atrações.

### Esportes

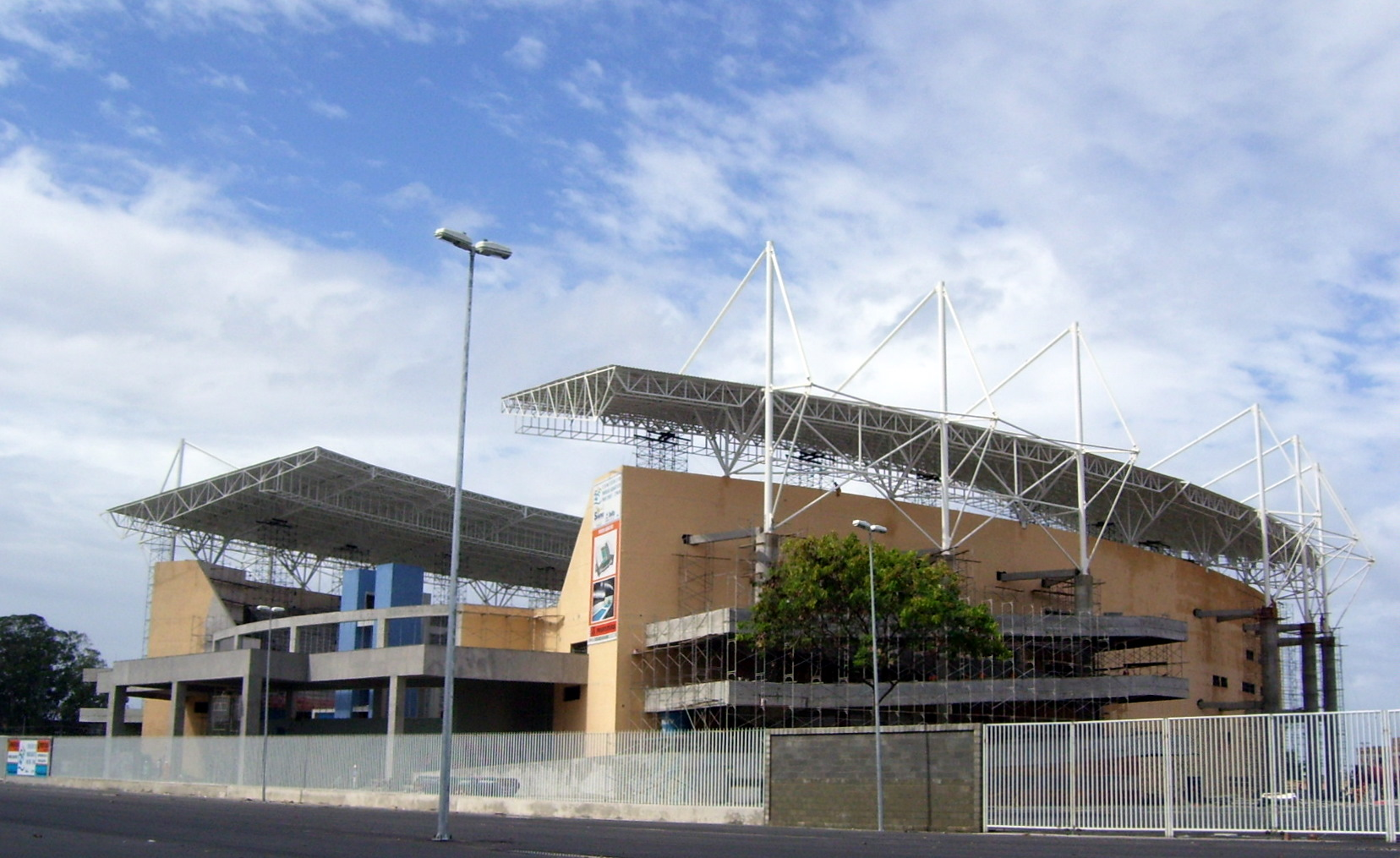
Parque Aquático Maria Lenk.

Nos esportes, o destaque da região vai para o Complexo Esportivo Cidade dos Esportes, que conta com o Autódromo Internacional Nelson Piquet, o Parque Aquático Maria Lenk, a Arena Olímpica e o Velódromo da Barra (tanto o Parque Aquático, tanto o Velódromo foram arrendados pelo Comitê Olímpico Brasileiro).
Até o início da década de 1990, as competições de Fórmula 1 eram realizadas no autódromo, porém, foram transferidas para São Paulo. Hoje o autódromo abriga outras competições automobilísticas, e teve suas dimensões reduzidas à época da construção da Cidade dos Esportes.
É na Barra da Tijuca que estão localizadas as sedes do Comitê Olímpico Brasileiro (COB) e da Confederação Brasileira de Futebol (CBF).
As praias são usadas para a prática de ciclismo em suas ciclovias, surfe e inúmeros esportes aquáticos, havendo sempre competições em suas águas.
Em cada ano no mês de Maio, acontece a Meia Maratona da Barra da Tijuca, pelas principais avenidas da Barra e do Recreio.
Desde 2007, é realizada, no mês de julho, a "Track & Field Run Series", com um percurso de 10 km, no entorno do Barra Shopping.
O bairro abriga, também, uma das mais importantes academias de jiu jitsu do mundo: a Gracie Barra.
A Barra conta também com uma pista de patinação no gelo, chamada de Barra On Ice localizada no Hipermercado Extra.
Desde 2010, quando surgiu, o Tour do Rio tem seu ponto de largada na Praça do Ó, no Jardim Oceânico. O Tour do Rio é um dos maiores eventos ciclísticos da América do Sul.

### Teatros e salas de concerto
A região conta com inúmeros teatros de médio porte, sendo os mais importantes o Teatro dos Grandes Atores, no Shopping Barra Square e o Teatro Antônio Fagundes, na Avenida Ayrton Senna.
Também se encontra em construção o Teatro do shopping Village Mall que, com 1.060 lugares, será o 3º maior do Estado.
Em 2013, foi inaugurada a Cidade das Artes, um complexo que abriga a maior sala de concertos da América Latina. É a sede da Orquestra Sinfônica Brasileira, e conta com salas de música de câmara, além de um palco adaptável para apresentações de ópera.
Somam-se, aos cinemas, teatros e espaços de lazer, o Centro Cultural Suassuna, o Museu de Arte Popular - Casa do Pontal, o Citibank Hall, a casa de shows Ribalta e a Casa de Cultura da Estácio.

### Cinemas
A região da Barra da Tijuca é a mais privilegiada do Rio de Janeiro em quantidade e qualidade de salas de projeção de filmes pois possui 18 salas da rede UCI no New York City Center (tornando-se o maior complexo de salas de cinemas da América do Sul, contando com salas VIP e Imax, únicas do Estado do Rio); 12 salas da rede Cinemark no Shopping Downtown; 6 salas do Grupo Severiano Ribeiro no Via Parque; 3 salas no Rio Design Barra; 4 salas do grupo Cinesystem no Shopping Recreio e 3 salas do Grupo Estação no Barra Point.
Com os novos shoppings construídos, Américas Mall, no Recreio, Shopping Metropolitano, no Centro Metropolitano, e Village Mall, ao lado do Centro Empresarial Barrashopping, a região passou a contar com mais 16 salas de cinema, totalizando 62 salas de cinema na Barra da Tijuca.

### Supermercados
Nenhuma outra região da cidade do Rio de Janeiro possui tantos supermercados como a Barra. O mesmo vale para o porte de tais supermercados, que na Barra adquirem tamanhos e variedade de produtos muito superiores aos dos demais bairros da cidade.
Apenas na Barra da Tijuca encontram-se os hiper e supermercados Carrefour, Makro, Extra (três unidades), Pão de Açúcar, Guanabara, Mundial, Sendas, Prezunic, Zona Sul, Port Food, Super Market e Flat Marketing, a maioria deles com mais de uma unidade no bairro.
No bairro do Recreio, encontram-se os supermercados Mundial, dois Prezunics, Zona Sul, Super Market, Pão de Açúcar (dento do Shopping Recreio) etc.
A estes hiper e supermercados, somam-se, ainda, outros de médio e pequeno porte dispersos no interior dos bairros.
Além dos supermercados, merecem destaque o Mercado Produtor de Peixe da Barra e o Mercado de Peixe do Recreio (Pontal).
Também nas vendas de produtos para casa, há várias lojas de grande porte, dentre as quais Crispum, Leroy Merlin, Amoedo, Casa Show, Casa e Construção e Dicico. Bem como lojas de decoração de grande porte, dentre as quais a Tok & Stok, Etna e Rio Decor.
O Walmart teve o terreno vendido à Multiplan no final de 2011. A administradora do Barra Shopping ainda não deu um destino ao terreno, localizado ao lado do Village Mall, novo investimento de altíssimo luxo da empresa na Avenida das Américas. A notícia surpreendeu os moradores da região que não contam mais com o hipermercado, fechado no dia 31 de dezembro de 2011, havendo a administração do Walmart afirmado pretender retornar à região.

### Parques e reservas ambientais

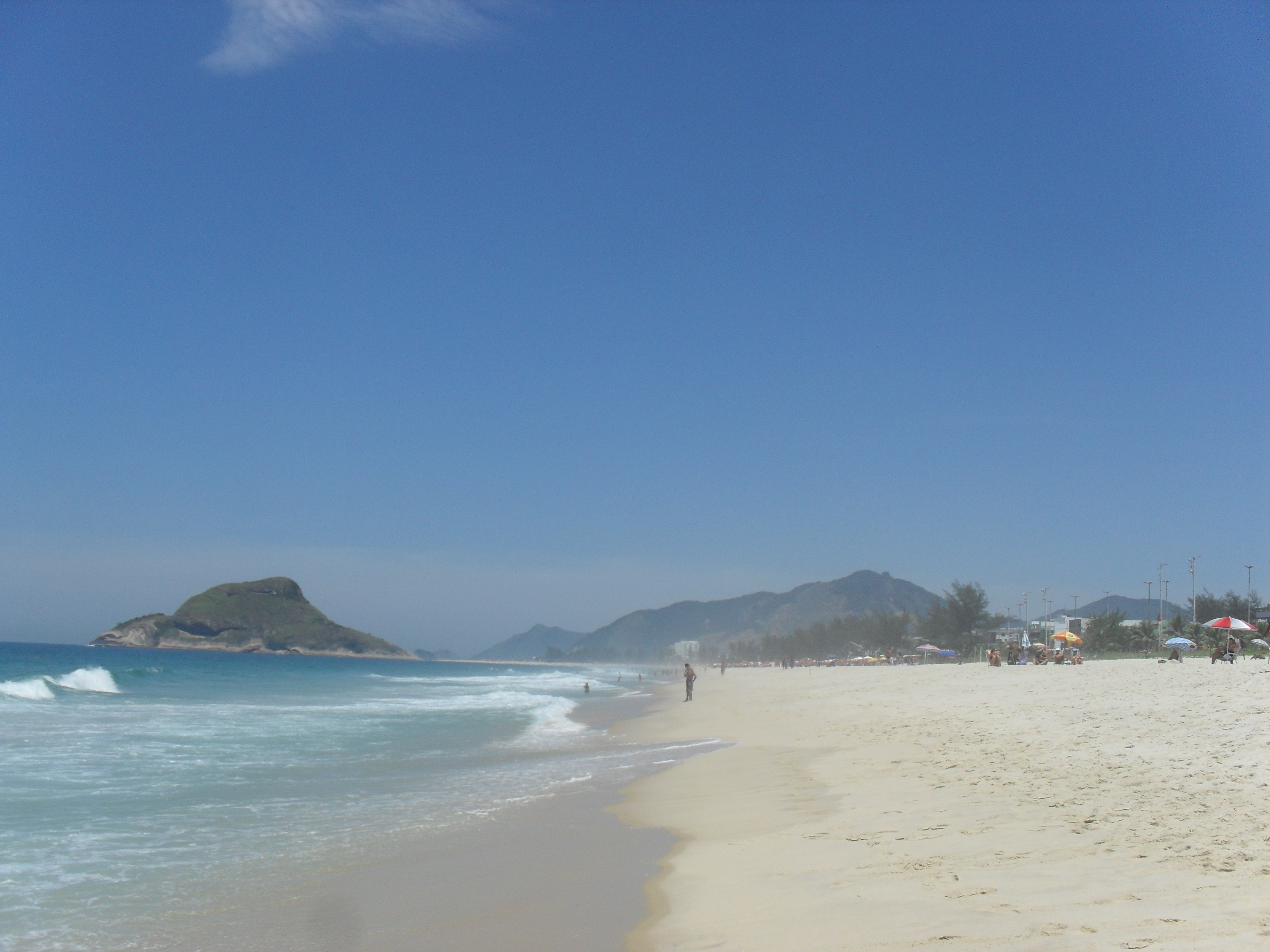
Praia do Recreio.

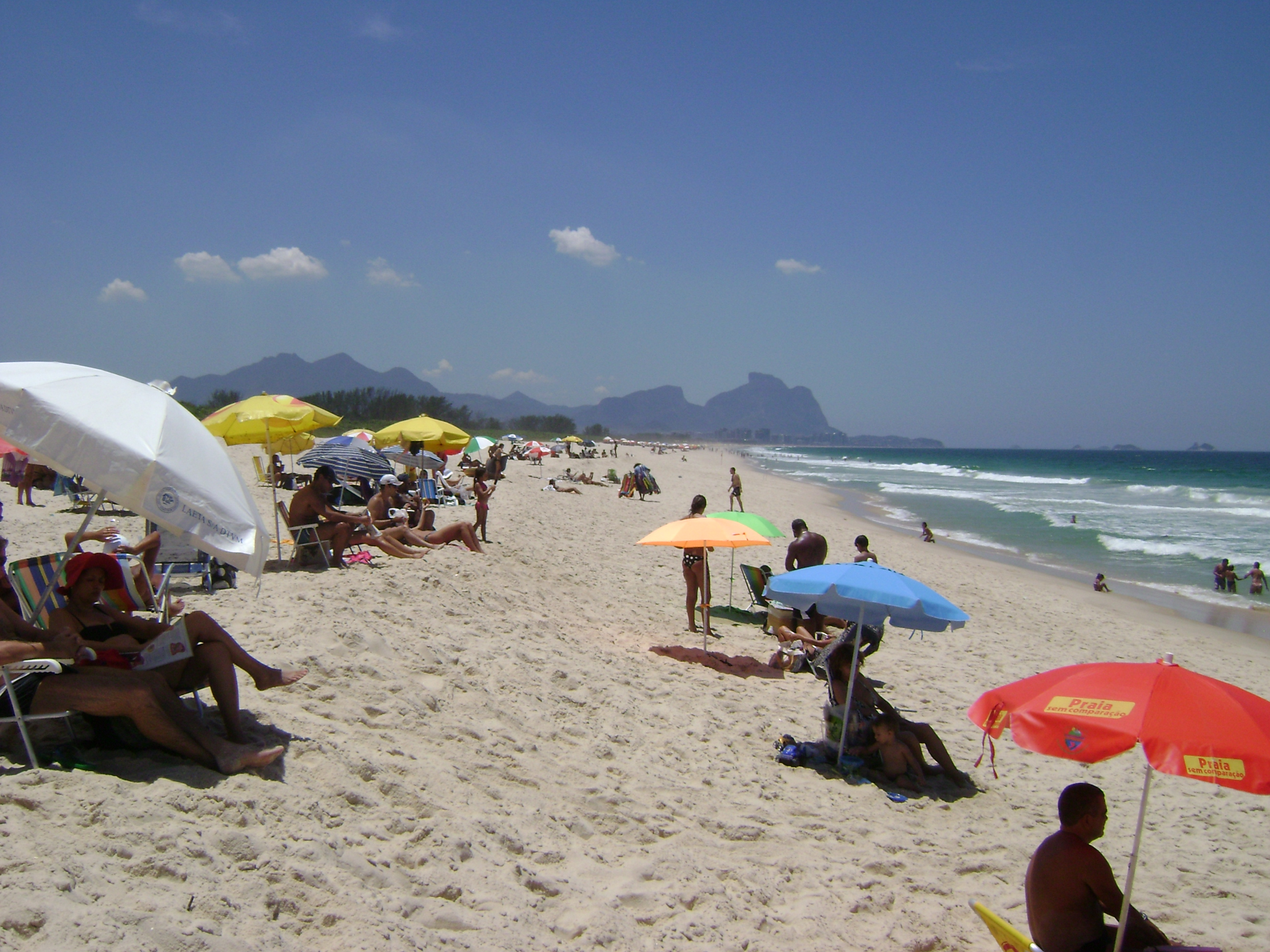
Praia da Reserva.

Nenhuma outra área da cidade proporciona tamanho contato com o verde quanto esta região, que conta com 6 parques de destaque: o Bosque da Barra, o Parque Chico Mendes, a Reserva de Marapendi, o Parque Ecológico da Prainha, o Parque Municipal Fazenda da Restinga e o Parque Ambiental Mello Barreto.
- Parque Natural Municipal Bosque da Barra: ocupa uma área de 560 mil metros quadrados, na interseção entre as avenidas das Américas e Ayrton Senna, de frente à Cidade das Artes. Possui pequenos lagos, trilhas de terra, muita árvores nativas, além de um teatro de arena e praça de esportes.
- Parque Natural Municipal Chico Mendes: criado em 1989 com o nome de Chico Mendes, líder ambiental, o parque se dedica à educação ambiental, também realizando a reintrodução de animais silvestres apreendidos em cativeiros em seu meio ambiente. Sua área é de 400 mil metros quadrados, no entorno da lagoinha das Taxas, no centro do Recreio.
- Parque Natural Municipal de Marapendi: Possui uma área de 194,8 hectares, dos quais 330 mil metros quadrados (33 hectares) correspondem à lagoa de Marapendi. Sua entrada é na avenida Alfredo Balthazar da Silveira, 635, no Recreio, apesar de a maior parte de sua área estar dentro do bairro da Barra da Tijuca. No parque, encontram-se espécies raras e ameaçadas de extinção, como a lagartixa-de-praia (Liolaemus lutzae), o lagarto-de-cauda-verde (Cnemidophorus ocellifer), de coloração mimética à vegetação; o jacaré-do-papo-amarelo (Caimam latirostris) e a borboleta-da-praia (Parides ascanius).
- Parque Natural Municipal da Prainha: Região de 146,93 hectares privilegiada pela natureza e outrora cobiçada pela especulação imobiliária, foi transformada em Área de Proteção Ambiental em 1990 e em Parque Ecológico em 1999 (Decreto Municipal no 17.445 de 25.03.1999). Situada entre o Recreio e o Grumari, é cercada por montanhas, tendo à sua frente a Prainha. Com visual exuberante, abriga em seu interior um pequeno museu, diversas trilhas, córregos e belíssimos mirantes.
- Parque Municipal Fazenda da Restinga: possui área de 39 mil metros quadrados, situando-se à beira da Lagoa da Tijuca. Dispõe de um mirante de 18 metros atrás do belo Shopping Cittá América.
- Parque Ambiental Melo Barreto: possui área de 42 mil metros quadrados, situando-se na região conhecida como Península. Dispõe de diversas trilhas de saibro para agradáveis caminhadas.

Além desses parques destinados ao lazer, à educação ambiental e à preservação da fauna e flora, há o Parque Estadual da Pedra Branca, uma floresta maior que a Floresta da Tijuca, possuindo grande parte da sua área na região da Barra, especificamente nos bairros de Vargem Pequena, Vargem Grande, Camorim e Recreio.

## Transportes

### Aeroportos
A Barra da Tijuc conta com o Aeroporto de Jacarepaguá, instalado entre a avenida Ayrton Senna e a lagoa de Jacarepaguá, destina-se sobretudo a voos particulares e regionais com aeronaves de pequeno porte. A atividade comercial mais intensa no aeroporto é a de táxi aéreo.
Também existe, na Barra, um aeroporto reservado à operação de ultraleves, o Clube Ceu (Clube Esportivo de Ultraleves), situado ao sul do Autódromo Internacional Nelson Piquet, também de frente para a lagoa de Jacarepaguá. Trata-se de um dos mais bem aparelhados clubes dentre as agremiações esportivas do mundo todo, considerado pelas autoridades aeronáuticas brasileiras um padrão na aviação esportiva.

#### Ponte aérea Rio-São Paulo (Via Barra)
Durante muito tempo houve o projeto para se estabelecer, no Aeroporto de Jacarepaguá, uma ponte aérea com a cidade de São Paulo. No entanto, devido a protestos de moradores de áreas próximas, principalmente do Park Palace, e resistências do poder público e outros grupos de interesse, a implantação da ponte aérea Barra - São Paulo foi sendo adiada, até que em Outubro de 2019 a empresa TwoFlex em parceria com a GOL linhas aéreas estabeleceu voos regulares entre a Barra da Tijuca e o Aeroporto de Congonhas.

### Heliportos
Existem vários helipontos. Além da possibilidade de pousar no aeroporto de Jacarepaguá, a região conta com o Heliponto do Recreio dos Bandeirantes e o do Barrashopping.

### BRT Transcarioca (Aeroporto/Penha/Barra)
É um corredor expresso de ônibus articulados, com 39 quilômetros de extensão. Faz a ligação da Barra da Tijuca ao Aeroporto Internacional do Galeão, passando pelo setor hoteleiro e por áreas nobres da capital fluminense.
O trecho passa por Jacarepaguá, Curicica, Taquara, Tanque, Praça Seca, Campinho, Madureira, Vaz Lobo, Vicente de Carvalho, Vila da Penha e Penha.
A obra enfrentou denúncia de violação aos direitos da moradia na desapropriação de parte dos 3,6 mil imóveis. Seu custo foi de 1,883 bilhão de reais. É um contrato público do governo estadual do Rio de Janeiro. A construtora foi o Consórcio Transcarioca (Andrade Gutierrez e Delta).